# Genista tenera
Genista tenera, ou Piorno da Madeira, é uma planta do género Genista, da família Fabaceae, espécie endémica da ilha da Madeira.
A autoridade da espécie é (Jacq. ex Murray) Kuntze, tendo sido publicada em Revisio Generum Plantarum 1: 190., no ano de 1891. O basónimo da espécie é Cytisus tener Jacq.
A contagem cromossómica da fase esporofítica é de 48 ou 72.
Apresenta-se como um arbusto perene com até 2,5 metros de altura, com indumento acetinado—pubescente a prateado. Apresenta-se com folhas sésseis, simples, linear-lanceoladas a obovadas, com 2,5 a 14 milímetros.
As flores desta planta apresentam corola amarela, de 1 a 1,5 centímetros, dispostas em inflorescências racemosas terminais.
Trata-se de uma espécie endémica da ilha da Madeira, comum nas escarpas rochosas e expostas e nas ravinas em comunidades de substituição desde o nível do mar até os 1700 metros de altitude.
A floração desta espécie acontece entre Março e Julho.
Ao longo dos tempos a madeira deste arbusto de cor variada, branca, amarelada a avermelhada, foi utilizada em embutidos.